# Евмел (сын Адмета)
Евмел (др.-греч. Εὔμηλος) — персонаж древнегреческой мифологии. Сын Адмета и Алкестиды. Жених Елены. От ферейцев привёл под Трою 11 кораблей (либо 8). Состязался с Ахиллом в гонке колесниц, но потерпел поражение. На погребальных играх по Ахиллу одержал победу на колеснице. Сидел в троянском коне. В «Одиссее» упоминается как царь Фер, муж Ифтимы.
Действующее лицо трагедии Еврипида «Алкеста».